# لودا

لي لو-دا (من مواليد 6 مارس 1997-)، المعروفة بأسم لودا، هي مغنية كورية جنوبية ظهرت لأول مرة كعضو في فرقة الفتيات الكورية الجنوبية كوزميك غيرلز في عام 2016 تحت وكالة ستارشيب إنترتينمنت.

## المهنة

### 2016 إلى الوقت الحاضر: الظهور لأول مرة معكوميك جيرلزو WJMK والأنشطة المنفردة
تم الكشف عن لودا لتكون عضوة في كوميك جيرلز في 31 ديسمبر 2015. ظهرت كوزميك غيرلز لأول مرة في 25 فبراير 2016 مع إطلاق أسطوانة مطولة Would You Like? واغاني فردية رئيسية "Mo Mo Mo" و "Catch Me".
في 2 مايو 2018 ، تعاونت Starship Entertainment و Fantagio لتشكيل وحدة خاصة من أربعة أعضاء تسمى WJMK ، تتكون من أعضاء فرقة الفتيات الخاصة بها كوزميك غيرلز و ويكي ميكي.  تتكون الفرقة من أربعة أعضاء ، أصدروا أول أغنية بعنوان «القوية» في 1 يونيو 2018 ، إلى جانب الفيديو الموسيقي.
في عام 2018 ، ظهرت كعضو في برنامج MBC المنوع Dunia: Into a New World.